# كلفر بنز
كلفر بنز هي علامة تجارية في المملكة المتحدة حيث تسجل براءة اختراع لـحاوية القمامة موجودة في الشارع تعمل بالطاقة الشمسية لعرض إعلان خارجي رقمي.

## كليفر بن
تتمتع كليفر بنز بتقديم لوحات عرض بلورية تعرض ملصقات بمقاس حجم الورقة A2. حيث تُضاء هذه اللوحات من خلال مصابيح صمام ثنائي باعث للضوء. وتُغطى اللوحات بـدرع مكافحة الشغب بالمعايير العسكرية.
رسائل رقمية فورية - وحدات كليفر بنز الاستثنائية مزودة بإمكانية البث إلى أجهزة المحمول. وذلك يسمح للوحدة أيضًا بإرسال رسائل مصممة بشكل خاص لأي من مستخدمي الهواتف الذكية الموجودين في نطاق الوحدة.
الإضاءة الشمسية - ضوء النهار في بلدنا المليئة بالغيوم أكثر من كافٍ لشحن الوحدات لمدة تصل إلى 7 ساعات من الإضاءة. وتستخدم التكنولوجيا المبتكرة الطاقة الخضراء وتوزع الطاقة بانتظام والشحن، ومهما كان مستوى ضوء النهار فإن الوحدة سوف تستخدم في الإضاءة الذاتية.

## الشركة
تمتلك كليفر بنز تجربة ناجحة مع المنطقة الإدارية بلندن همرسميث وفولهام. وقد كان من المخطط أن تنطلق بعد التمويل. وفي أغسطس 2009، وجدت كليفر بنز طريقها إلى الاستثمار في البرنامج التليفزيوني دراجونز دن في البي بي سي.
وتشارك كليفر بنز حاليًا مع كيب برتش تايدي  في دراسة ستطلق كيب بريتش تايدي نتائجها في أواخر عام 2011.

## المواقع
من الممكن العثور على كليفر بنز خارج بعض محطات مترو أنفاق لندن المزدحم، ومن المواقع المؤكد وجودها فيها المنطقة الإدارية بلندن همرسميث وفولهام, ومركز ليكسايد للتسوق وبرمنغهام سيتي وجسر البرج (لندن) ومن بين المواقع العالمية المعروفة سنغافورة وهونغ كونغ وإيطاليا.